# Elisabet Bowes-Lyon
Elisabet Bowes-Lyon, reina del Regne Unit (Londres, 4 d'agost de 1900 - Windsor, Berkshire, 30 de març de 2002). Fou una de les primeres persones que no eren membres de la reialesa europea en contraure matrimoni amb un príncep britànic. Arribà a complir cent un anys.

## Naixement i família
Filla petita del catorzè comte de Strathmore i Kinghorne, lord George Bowes-Lyon i la seva esposa lady Nina Cavendish-Bentick, descendent dels ducs de Devonshire.
El seu lloc de naixement sempre ha estat envoltat d'una certa polèmica, si bé sembla cert que nasqué a la casa familiar londinenca dels comtes, fou inscrita en la seva partida de naixement com a nascuda a Escòcia, concretament a Hitchin al Hertfordshire, prop dels dominis familiars escocesos de Saint Paul's Walden Bury.
Moltes llegendes corregueren al voltant del naixement de la reina mare, la primera era que era una nena adoptada procedent d'una parella pobre d'Irlanda i la segona és que ella era una filla extramatrimonial de lady Nina Canvendish.
La Primera Guerra Mundial significà un important canvi en la seva vida, el seu germà lord Fergus Bowes-Lyon morí en acció a la ciutat de Loos a França, i el seu germà lord Michael Bowes-Lyon fou fet pres per l'exèrcit alemany de març de 1917 fins al novembre de l'any següent. Al mateix temps el Castell de Glamis, propietat familiar, es convertí en una casa de convalescència per soldats anglesos.

## Casament
L'any 1921 el duc de York i futur rei Jordi VI del Regne Unit li proposà matrimoni, proposició que ella rebutjà en un primer moment, tement perdre la seva llibertat. El príncep declarà la voluntat de no casar-se amb ningú que no fos ella. La reina Maria de Teck visità el Castell de Glamis, convencé la noia i envià el Comte de Moray, "competidor" del príncep en el cor de lady Elisabet, a una missió diplomàtica a l'altre costat de l'Atlàntic.
El 26 d'abril de 1923 el duc de York contreia matrimoni amb lady Elisabet Bowes-Lyon, filla de la rància aristocràcia escocesa a l'Abadia de Westminster.
S'establiren a Surrey i jugaren un paper menor en els anys posteriors al casament en què foren coneguts com a ducs de York. L'any 1936 foren declarats reis del Regne Unit. El matrimoni tingué dues filles:
- SM la reina Elisabet II del Regne Unit (Londres 1926) casada amb el príncep grec Felip de Grècia a Londres el 1947.

- SAR la princesa Margarida del Regne Unit nascuda al Castell de Glamis el 1930 i morta a Londres el 2002. Fou casada l'any 1960 amb el fotògraf Antoni Armstrong-Jones de qui es divorcià el 1976.

## Reina consort

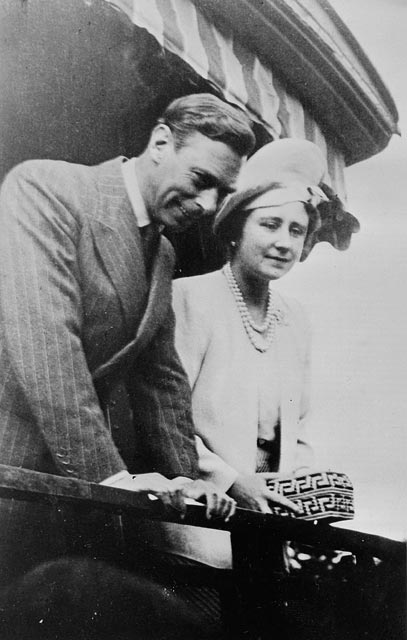
1939

Des de l'any 1936 i fins a l'any 1952 esdevingué reina consort del Regne Unit. Un regnat marcat per la Segona Guerra Mundial i per la gran popularitat aconseguida durant aquest conflicte per la casa reial britànica. La Reina i les seves filles es negaren a abandonar Londres i refugiar-se al Canadà, aquest fet, junt amb les nombroses visites al front, a hospitals i a la població, feren que la nova parella reial gaudis d'una altíssima popularitat.
Les relacions entre la jove parella i els nous ducs de Windsor, l'ex-rei Eduard i Wallis Simpson, foren més que nefastes. Elisabet mai no perdonà l'abdicació del rei Eduard i li guardà un ressentiment enorme per haver col·locat sobre les espatlles del seu marit un paper, el de rei, que segons ella era molt més del que el seu espòs podia assumir. Ella advocà perquè la nova duquessa mai no fos considerada Altesa Reial i, juntament amb Churchill, allunyà als nous ducs d'Europa enviant-los a les Bahames
L'any 1939 visità els Estats Units d'Amèrica amb el seu marit en el primer viatge que sobirans britànics realitzaren a l'excolònia britànica. El viatge permeté que els nous reis britànics coneguessin el president dels Estats Units, Franklin Delano Roosevelt.
Hitler, per la seva actitud durant la guerra, la va qualificar com "la dona més perillosa del món" i "si Churchill és l'home que més puc témer a Europa, ella sens dubte és la dona que més temo d'Europa".

## Reina Mare
Durant cinquanta anys de la seva vida (1952 - 2002) ella fou la reina mare del Regne Unit. Després de la mort del seu marit comprà el castell escocès de Mey que estava en un estat lamentable i el restaurà completament. A més a més, el castell tenia una propietat de més de 1800 acres de terreny.
Esdevingué el membre més popular de la família reial britànica, posició únicament discutida per la Princesa de Gal·les. Durant aquests anys desenvolupà una forta passió per l'art, la compra d'obres d'art que anaven des de Monet a Fabergé, les curses de cavalls i la ginebra.
La reina mare morí l'any 2002 a l'edat de cent dos anys, sobrevivint a la seva filla la princesa comtessa de Snowdon, a la seva cunyada la princesa Marina de Grècia, als seus nebots George Lascelles i el príncep Guillem de Gloucester i a tots els seus cunyats.